# Pink music fest 2015.
Pink music fest 2015. други је по реду одржан Pink music fest, такмичарски музички фестивал. Такмичење је организовала РТВ Пинк. Фестивал је одржан 4. маја 2015. у Пинковом студију у Шимановцима.

## Пред Фестивал
Дана 12. фебруара 2015. расписан је конкурс за све заинтересоване за учешће. Конкурс је био отворен до 8. априла 2014. Песме ће одабрати петочлана селекциона комисија у саставу: Жељко Митровић (директор и главни и одговорни уредник РТВ Пинк), Милица Митровић (уредник програма на РТВ Пинк), Дарко Поповић (ПР менаџер РТВ Пинк), Бане Стојановић (директор Сити рекордса) и Нина Ковачевић (продуцент фестивала). Песме ће пред сам фестивал бити постављене на Јутјуб и промовисане на Пинковим каналима. На конкурс је стигло преко 1000 песама.

## Формат
Фестивал ће ове године трајати само једно вече, 4. маја 2015. Такмичиће се 25 извођача. Од тих 25 извођача, шесторо њих ће добити награде. Биће додељене награде за најслушанију песму на Јутјубу, награде фаворита публике путем друштвених мрежа и СМС порука, награда учесника, награда спонзорског пула и награда жирија. У жирију ће се наћи музички уредници радио и ТВ станица. У ревијалном делу ће наступити највеће Балканске музичке звезде са атрактивним музичким тачкама.

## Учесници
Листа од 25 учесника је објављена 14. априла. Водитељи овогодишњег фестивала ће бити Милан Калинић и Маријана Мићић. Од преко 1000 пристиглих композиција, одабрано је 25 који ће учествовати на фестивалу.
Песме су премијерно представљене 19. априла 2015. у 9 ујутру на званичном Јутјуб каналу фестивала у форми плејбекова сниманих у Пинковом студију у Шимановцима. Иако је првобитно било планирано да се фестивал одржи 27. априла, датум одржавања фестивала је померен на 4. мај због градње нове сценографије.
| Извођач                              | Песма                      | Аутори |
| ------------------------------------ | -------------------------- | --- |
| Весна Змијанац                       | "Понови за мном"           | Дамир Хандановић (м/а) Марина Туцаковић (т)                                                                             |
| Мира Шкорић                          | "Срце са кваром"           | Саша Лазић (м/т) Аца Крсмановић (а)                                                                                     |
| Фантастик Бенд feat. Pink Radio Show | "Енормно"                  | Милош Рогановић (м/т) Драган Ташковић Ташке (а)                                                                         |
| Дара Бубамара                        | "Жена змај"                | Стефан Ђурић Раста (м/т/а) Слободан Вељковић Цоби (м/а)                                                                 |
| Алегро Бенд                          | "Где си душо, где си рано" | Игор Јотић (м) Шаран Николић (т) Ненад Николић Патало (а)                                                               |
| Гога Секулић                         | "На тебе да не личи"       | Дамир Хандановић (м/а) Марина Туцаковић (т)                                                                             |
| Мартина Врбос                        | "Дилема"                   | Мартина Врбос (м/т) Слободан Вељковић Цоби (а)                                                                          |
| Миа Борисављевић                     | "Откидам на тебе"          | Бојан Васић (м) Јелена Трифуновић (т) Марко Цветковић (а)                                                               |
| Осман Хаџић                          | "Милион дуката"            | Андреј Јакшић (м/т) Марко Кон (а)                                                                                       |
| Данијел Павловић                     | "Лавиринт"                 | Данијел Павловић (м) Леонтина Вукомановић (т) Марко Кон (а)                                                             |
| Дарија Станојевић                    | "Није битно"               | Дамир Хандановић (м/а) Марина Туцаковић (т)                                                                             |
| Мега бенд                            | "Да је мени"               | Александар Цветковић (м) Драган Брајовић Браја (т) Милан Рађен (а)                                                      |
| Тајчи                                | "Туга се не заказује"      | Дамир Хандановић (м/а) Марина Туцаковић (т)                                                                             |
| Жељко Шашић                          | "Паклена је ноћ"           | Дамир Хандановић (м/а) Марина Туцаковић (т)                                                                             |
| Бобан Рајовић                        | "Падобран"                 | Дамир Хандановић (м/а) Драган Брајовић Браја (т)                                                                        |
| Џиџа                                 | "Лице са потернице"        | Марко Дрежњак (м/а) Павле Суботић (т)                                                                                   |
| Милена Ћеранић                       | "Све пред собом газим"     | Атеље Импулс (м/а) Ђорђе Ђорђевић (т)                                                                                   |
| Nesh feat. Ђус & Maxoni              | "Од викенда до викенда"    | Марко Перуничић (м/т) Небојша Арежина (м/т) М. Стојковић (м) М. Родић (т) И. Ивановић (т) Н. Поповић (т) Атеље Траг (а) |
| Марина Висковић                      | "Женска песма"             | Огњен Амиџић (м/т) Младен Пецовић (м) Небојша Мартиновић (т) Марко Кон (м/а)                                            |
| Славица Ћуктераш                     | "Просјак"                  | Бојан Васић (м/а) Марина Туцаковић (т)                                                                                  |
| Ћемо                                 | "Вежи се полећемо"         | Дејан Костић (м/а) Вуксан Билановић (т)                                                                                 |
| Јадранка Барјактаровић               | "Очајна"                   | Ален Ћирић (м) Марко Кон (м/a) Наташа Воденичар (т) Огњен Амиџић (т)                                                    |
| Мика Костић                          | "Мали"                     | Жика Зана (м) Јелена Зана (т) Мирјана Мика Костић (а) Жељко Вељковић (а)                                                |
| Снежана Нена Нешић                   | "Да ли за збогом си"       | Дамир Хандановић (м/а) Марина Туцаковић (т)                                                                             |
| Дадо Глишић                          | "Дух у гомили"             | Дадо Глишић (м) Благица Ивановић (т) Душан Алагић (а)                                                                   |

## Финале
Жреб за редослед наступања на финалној вечери је одређен 30. априла. СМС линије за гласање публике су биле отворене по почетку фестивала и затворене су 50 минута после поноћи.
У ревијалном делу фестивала су додељене годишње награде певачима за дугогодишњу сарадњу са Пинком и Сити Рекордсом. Наступили су: Лексингтон бенд, Гоца Тржан која је том приликом први пут јавно отпевала дуетску песму са Сандром Африком, "Позови га ти", Недељко Бајић Баја, Тропико бенд, Сека Алексић која је том приликом први пут јавно извела једну од песама са свог актуелног албума, "Немој са њим" и прошлогодишњи победници фестивала Вики Миљковић и Милан Станковић. Џенан Лончаревић је дошао само да прими награду, али није певао. Мирослав Илић, који је добио једну од специјалних Пинкових годишњих награда се није појавио на фестивалу због породичних обавеза, па је награду уместо њега примио његов менаџер.
Такмичаре је оцењивао седмочлани стручни жири састављен од представника људи из локалних ТВ станица.
1. Недељко Киш, РТВ Делта, Нови Сад
2. Томица Жугић, ТВ Бест, Зајечар
3. Зоран Јовановић, ТВ Мелос, Краљево
4. Новица Којић, ТВ Ас, Шабац
5. Месут Хамидовић, РТВ Нови Пазар, Нови Пазар
6. Витко Радомитовић, РТВ Бел Ами, Ниш
7. Добривоје Марински, ТВ Сунце, Аранђеловац

Жири је оцењивао такмичаре по евровизијском систему, дававши такмичарима следеће бодове: 1-8, 10 и 12 поена.
| Пласман | Извођач                              | Назив композиције          | РБ | 1  | 2  | 3  | 4  | 5  | 6  | 7  | Поени |
| ------- | ------------------------------------ | -------------------------- | -- | -- | -- | -- | -- | -- | -- | -- | ----- |
| 8       | Гога Секулић                         | "На тебе да не личи"       | 1  | 3  |    |    | 2  |    | 8  | 4  | 17    |
| 10      | Милена Ћеранић                       | "Све пред собом газим"     | 2  | 5  |    | 2  | 6  |    |    |    | 13    |
| 21      | Александра Стојковић Џиџа            | "Лице са потернице"        | 3  |    |    |    |    | 2  | 1  |    | 3     |
| 10      | Бобан Рајовић                        | "Падобран"                 | 4  | 4  |    |    | 7  |    |    |    | 11    |
| 4       | Јадранка Барјактаровић               | "Очајна"                   | 5  |    | 10 | 7  | 4  | 8  | 5  | 5  | 39    |
| 16      | Марина Висковић                      | "Женска песма"             | 6  | 6  |    |    |    |    |    | 2  | 8     |
| =13     | Nesh feat. Ђус & Maxoni              | "Од викенда до викенда"    | 7  |    | 2  |    |    | 3  | 4  |    | 9     |
| =13     | Миа Борисављевић                     | "Откидам на тебе"          | 8  | 8  | 1  |    |    |    |    |    | 9     |
| 3       | Фантастик Бенд feat. Pink Radio Show | "Енормно"                  | 9  |    | 4  | 8  | 5  | 12 | 10 | 6  | 45    |
| 6       | Мира Шкорић                          | "Срце са кваром"           | 10 |    | 8  | 5  | 3  |    | 7  | 7  | 30    |
| 7       | Данијел Павловић                     | "Лавиринт"                 | 11 |    |    |    |    | 7  | 6  | 8  | 21    |
| 11      | Дарија Станојевић                    | "Није битно"               | 12 | 7  |    |    |    | 5  |    |    | 12    |
| =17     | Жељко Шашић                          | "Паклена је ноћ"           | 13 |    | 6  |    |    |    |    |    | 6     |
| 22      | Ћемо                                 | "Вежи се, полећемо"        | 14 | 1  |    |    |    |    |    |    | 1     |
| 2       | Алегро Бенд                          | "Где си душо, где си рано" | 15 | 10 | 7  | 10 | 12 | 4  |    | 10 | 53    |
| =13     | Осман Хаџић                          | "Милион дуката"            | 16 |    |    | 3  |    | 6  |    |    | 9     |
| =17     | Мика Костић                          | "Мали"                     | 17 |    |    | 6  |    |    |    |    | 6     |
| =23     | Мега Бенд                            | "Да је мени"               | 18 |    |    |    |    |    |    |    | 0     |
| 20      | Мартина Врбос                        | "Дилема"                   | 19 |    |    |    |    | 1  | 2  | 1  | 4     |
| 5       | Славица Ћуктераш                     | "Просјак"                  | 20 | 2  | 12 | 4  | 10 |    | 3  | 3  | 34    |
| =23     | Тајчи                                | "Туга се не заказује"      | 21 |    |    |    |    |    |    |    | 0     |
| 9       | Дара Бубамара                        | "Жена змај"                | 22 | 12 |    | 1  | 1  |    |    |    | 14    |
| 19      | Дадо Глишић                          | "Дух у гомили"             | 23 |    | 5  |    |    |    |    |    | 5     |
| =23     | Снежана Нена Нешић                   | "Да ли за збогом си"       | 24 |    |    |    |    |    |    |    | 0     |
| 1       | Весна Змијанац                       | "Понови за мном"           | 25 |    | 3  | 12 | 8  | 10 | 12 | 12 | 57    |

## Гласање за награду учесника
| Извођач                   | Глас за                   |
| ------------------------- | ------------------------- |
| Гога Секулић              | Фантастик бенд            |
| Милена Ћеранић            | Ћемо                      |
| Александра Стојковић Џиџа | Фантастик бенд            |
| Бобан Рајовић             | Весна Змијанац            |
| Јадранка Барјактаровић    | Славица Ћуктераш          |
| Марина Висковић           | Миа Борисављевић          |
| Nesh feat. Ђус & Maxoni   | Весна Змијанац            |
| Фантастик бенд            | Весна Змијанац            |
| Мира Шкорић               | Алегро Бенд               |
| Данијел Павловић          | Весна Змијанац            |
| Дарија Станојевић         | Весна Змијанац            |
| Жељко Шашић               | Дара Бубамара             |
| Ћемо                      | Милена Ћеранић            |
| Алегро Бенд               | Nesh feat. Juice & Maxoni |
| Осман Хаџић               | Алегро бенд               |
| Мика Костић               | Тајчи                     |
| Мега Бенд                 | Алегро бенд               |
| Мартина Врбос             | Дара Бубамара             |
| Славица Ћуктераш          | Јадранка Барјактаровић    |
| Тајчи                     | Мика Костић               |
| Дара Бубамара             | Мика Костић               |
| Дадо Глишић               | Мика Костић               |
| Снежана Нена Нешић        | Весна Змијанац            |
| Весна Змијанац            | Александра Стојковић Џица |

## Награде
| Специјалне годишње награде за дугогодишњу сарадњу са ТВ Пинк и Сити рекордсом |                                                                   |
| Златни диск                                                                   | Лексингтон бенд (за продају албума)                               |
| Златни диск                                                                   | Џенан Лончаревић                                                  |
| Златни диск                                                                   | Тропико бенд                                                      |
| Златни грамофон                                                               | Недељко Бајић Баја (за албум са највећим тиражом)                 |
| Златни грамофон                                                               | Мирослав Илић (за дугогодишњу каријеру и посебан допринос музици) |
| Златни грамофон                                                               | Весна Змијанац (за дугогодишњу каријеру)                          |
| Специјална награда                                                            | Сека Алексић (за последњи албум)                                  |

| Награде Pink music fest-a |                 |
| Јутјуб награда            | Бобан Рајовић   |
| Фејсбук награда           | Бобан Рајовић   |
| Награда учесника          | Весна Змијанац  |
| Награда спонзора          | Мира Шкорић     |
| Награда спонзора          | Марина Висковић |
| Награда спонзора          | Гога Секулић    |
| Награда жирија            | Весна Змијанац  |
| Награда публике           | Дара Бубамара   |